# Xã Longview, Quận Ashley, Arkansas
Xã Longview (tiếng Anh: Longview Township) là một xã thuộc quận Ashley, tiểu bang Arkansas, Hoa Kỳ. Năm 2010, dân số của xã này là 890 người.